# Ettore Fieramosca (film, 1938)
Pour plus de détails, voir Fiche technique et Distribution.
Ettore Fieramosca est un film italien réalisé par Alessandro Blasetti, sorti en 1938.
Le scénario est inspiré du roman de Massimo d'Azeglio, publié en 1833, traitant du défi de Barletta.

## Synopsis
En 1503, Ettore Fieramosca est amoureux de la châtelaine de Monreale qui épouse finalement le renégat Graiano d'Asti. Par dépit amoureux, Fieramosca se joint aux troupes espagnoles qui battent les français.  Charles de la Motte, au cours d'un banquet, tient des propos vexants envers les italiens accusés de trahison. Ceux-ci, se sentant offensés, demandent réparation et défient les cavaliers français au duel. Ettore Fieramosca fait partie des 13 cavaliers italiens qui remportent le duel. Dans la liesse générale, Fieramosca retourne à Monreale où il peut épouser la châtelaine devenue veuve.

## Fiche technique
- Titre : Ettore Fieramosca
- Réalisation : Alessandro Blasetti
- Sujet=Massimo D'Azeglio
- Scénario : Alessandro Blasetti, Cesare Vico Lodovici, Augusto Mazzetti, Vittorio Nino Novarese
- Photographie : Mario Albertelli, Václav Vích
- Montage : Alessandro Blasetti, Ignazio Ferronetti
- Musique : Alessandro Cicognini
- Costumes : Marina Arcangeli, Vittorio Nino Novarese
- Décors : Giuseppe Porcheddu, Ottavio Scotti
- Producteur :
- Société de production : Nembo Film
- Distribution : E.N.I.C.
- Pays de production :  Royaume d'Italie
- Langue : Italien
- Format : Noir et blanc — Son : Mono
- Genre : mélodrame - historique - épique
- Durée : 92 minutes
- Date de sortie : 
  - Royaume d'Italie : 29 décembre 1938